# Ànec del Brasil
L'ànec del Brasil (Amazonetta brasiliensis) és una espècie d'ocell de la família dels anàtids (Anatidae) que habita aiguamolls, estanys, corrents fluvials i camps negats d'Amèrica del Sud, des de Colòmbia oriental, Veneçuela central i Guyana, cap al sud, a través de l'est de l'Equador, est del Perú, i Brasil fins a Bolívia, el Paraguai i el nord-est de l'Argentina. És l'única espècie del gènere Amazonetta.